# Alexandre Vechniakov
Alexandre Albertovitch Vechniakov (en russe : Александр Альбертович Вешняков ; né le 24 novembre 1952, dans l'oblast d'Arkhangelsk, Union soviétique) est un fonctionnaire russe. Entre le 21 mars 1995 et le 24 mars 1999, il a été secrétaire de la Commission électorale centrale de Russie. Il a été président de la Commission électorale centrale entre le 24 mars 1999 et le 26 mars 2007.

## Biographie
Vechniakov a perdu son poste à la tête de la commission électorale après avoir hésité à mettre en vigueur une révision de la loi électorale qui supprimait l'exigence de participation minimale de 20 %, sans laquelle une élection n'était pas valide, et introduisait de nouvelles raisons de refuser l'inscription aux candidats potentiels, estimant que ce pourrait être un prétexte pour refuser l'inscription à des candidats jugés « indésirables ». Le président Vladimir Poutine n'a tout simplement pas proposé le nom de Vechniakov pour renouveler son adhésion à la commission électorale.
Avant que la loi électorale ne soit modifiée, Vechniakov avait déclaré en juillet 2006 à l'hebdomadaire Itogi que si le parti au pouvoir, pro-Kremlin, Russie unie, obtenait la victoire à tout prix en modifiant les lois électorales, ce serait une « victoire à la Pyrrhus », a rapporté RIA Novosti le 13 mars. Dans une référence apparente à l'Union soviétique, il a déclaré : « Tout récemment, nous avons eu une législature fictive et des élections fictives, et cela n'a pas entravé le développement du pays à ce stade. Mais le système n'a pas survécu à l'épreuve du temps et s'est effondré[réf. nécessaire]. »
« [Son] éviction, selon certains experts, peut s'expliquer par son attitude critique à l'égard des amendements les plus scandaleux de la législation électorale (l'abolition du taux de participation minimum et l'inscription « aucune de ces réponses » sur le bulletin de vote) », a écrit le commentateur politique Dmitri Choucharine pour la nouvelle agence d'État du pays, RIA Novosti. « Ses huit années à ce poste ont apporté à Vechniakov un poids considérable dans le pays et dans le monde, faisant de lui un personnage médiatique de renom. » Pour l'establishment politique en Russie, tout cela est une raison suffisante pour douter de la loyauté politique de l'homme et le soupçonner d'être un non-conformiste.
Vechniakov a été nommé ambassadeur de Russie en Lettonie, a rapporté Radio Free Europe le 11 janvier citant le portail d'information gazeta.ru le même jour. Le Kremlin, a rapporté la radio, cherchait un poste de direction loin de Moscou auquel il pourrait envoyer Vechniakov, qui était bien connu en Russie comme l'ancien chef souvent franc de la Commission électorale centrale. Son remplaçant, l'ancien député ultranationaliste de la Douma d'État Vladimir Tchourov (en), avait déclaré qu'il était « moins enclin à commenter la loi électorale et plus enclin à faire avancer les choses » que Vechniakov.
Le 15 décembre 2016, Alexandre Vechniakov a été démis de ses fonctions d'ambassadeur en Lettonie.

## Honneurs et récompenses
- Ordre du Mérite pour la Patrie ;
  - 2e classe (27 mars 2007) - pour sa contribution exceptionnelle au renforcement de l'État russe, au développement et à l'amélioration du système électoral de la fédération de Russie
  - 3e classe (30 décembre 2004) - une contribution au renforcement de l'État russe, au développement de systèmes électoraux et à un travail diligent à long terme
  - 4e classe
- Médaille du défenseur de la Russie libre (20 août 1997) - pour avoir accompli son devoir civique de défense de la démocratie et de l'ordre constitutionnel du 19 au 21 août 1991
- Médaille du jubilé « 300 ans de la marine russe » ;
- Médaille « En commémoration du 850e anniversaire de Moscou »